# Cigányi község
Cigányi község (románul: Comuna Crișeni) község Szilágy megyében, Romániában. Központja Cigányi, beosztott falvai Szilágyfőkeresztúr, Szilágygörcsön.

## Népessége
A 2011-es népszámlálás adatai alapján a község népessége 2641 fő volt.